# San Gil
San Gil ist eine Gemeinde (municipio) im Departamento Santander in Kolumbien sowie die Hauptstadt der Provinz Guanentá. San Gil ist gemeinsam mit Socorro Sitz des Bistums Socorro y San Gil.

## Geographie
San Gil liegt 96 km südlich von Bucaramanga und 327 km nordöstlich von Bogotá auf einer Höhe von 1114 m ü. NN und hat eine Durchschnittstemperatur von 24 °C. Durch San Gil fließt der Río Fonce. San Gil grenzt an folgende Gemeinden: im Norden Villanueva und Curití, im Osten Curití und Mogotes, im Süden Valle de San José und Páramo, und im Westen Pinchote, Cabrera und Barichara.

## Bevölkerung
Die Gemeinde San Gil hat 46.016 Einwohner, von denen 41.124 im städtischen Teil (cabecera municipal) der Gemeinde leben (Stand: 2019).

## Geschichte
Das Gebiet wurde schon vor der Ankunft der Spanier vom indigenen Volk der Guanes bewohnt. Von den Spaniern wurde San Gil am 17. März 1689 mit dem offiziellen Namen Muy Noble y Leal Villa de Santa Cruz y San Gil de la Nueva Baeza gegründet. Seit 1887 hat San Gil den Status einer Gemeinde.

## Tourismus

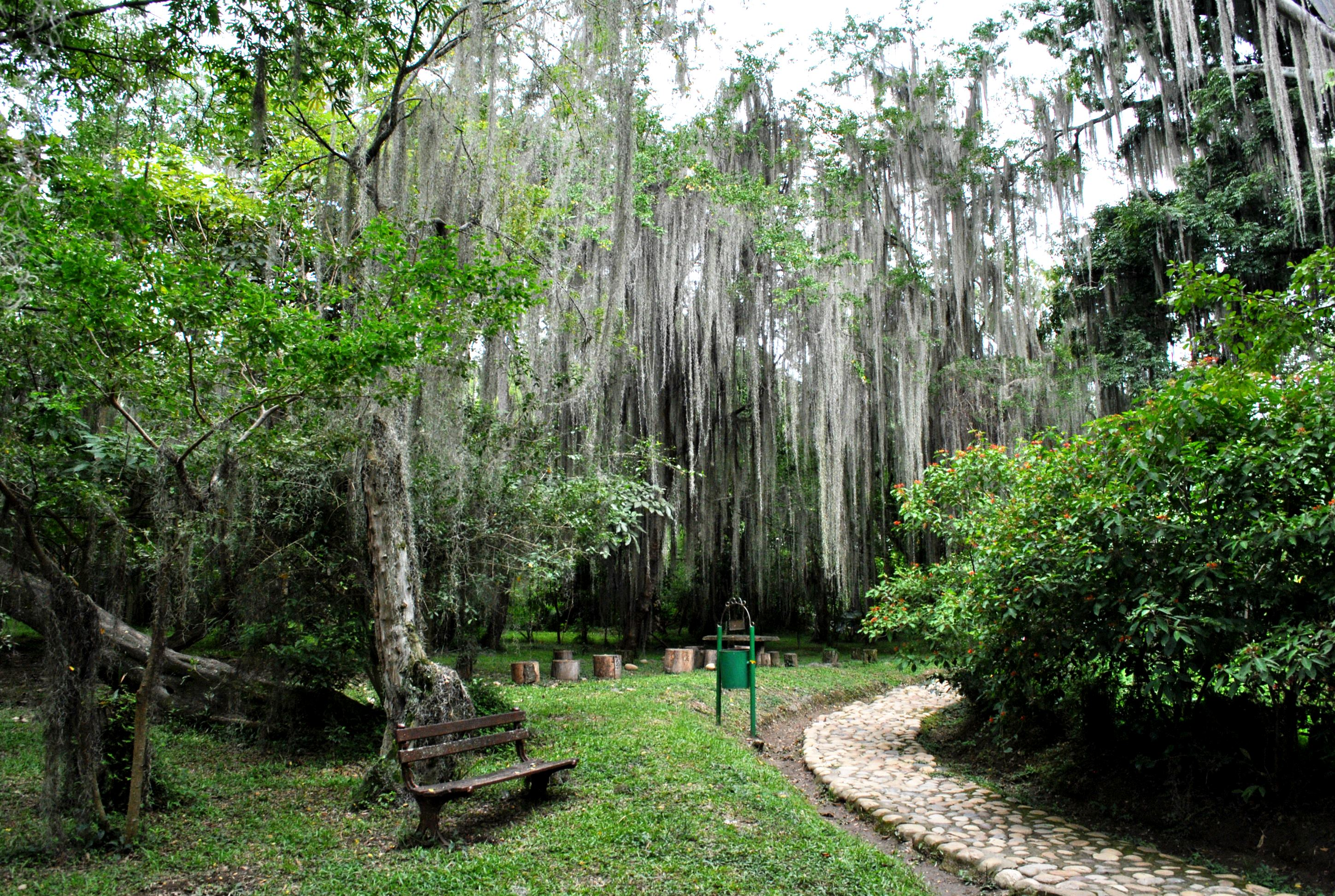
Parque Natural El Gallineral

San Gil bezeichnet sich selbst als Capital Turística de Colombia (Touristische Hauptstadt Kolumbiens); besonders bekannt ist die Stadt für die diversen Extremsport-Angebote, wie zum Beispiel Paragliding oder Rafting auf dem Río Fonce sowie auf dem nahegelegenen Río Súarez.
Auf dem Stadtgebiet ist zudem der Parque Natural El Gallineral ein beliebtes Ausflugsziel, das auf einer Insel zwischen dem Río Fonce und zweier Bäche liegt. Der Park ist für seine besondere Vegetation bekannt.

## Wirtschaft
Die wichtigsten Wirtschaftszweige von San Gil sind neben dem Tourismus die Landwirtschaft sowie die Rinder- und Milchproduktion. Zudem spielt das Kunsthandwerk eine wichtige Rolle.

## In San Gil geboren
- Isaías Duarte Cancino (1939–2002), Erzbischof von Cali (1995–2002), Bischof von Apartadó (1988–1995)
- Jorge Luis Pinto (* 1952), Fußballtrainer
- Luis José Rueda Aparicio (* 1962), Kardinal, Erzbischof von Bogotá (seit 2020) und Popayán (2018–2020), Bischof von Montelíbano (2012–2018)

## Partnerschaft
Mit der spanischen Gemeinde Gordoncillo in der Provinz León besteht eine Partnerschaft.